# واين دوبز
واين دوبز (بالإنجليزية: Wayne Dobbs)‏ هو لاعب كرة قاعدة أمريكي، ولد في 12 يونيو 1939، وتوفي في 10 فبراير 2015.